# Jaqee

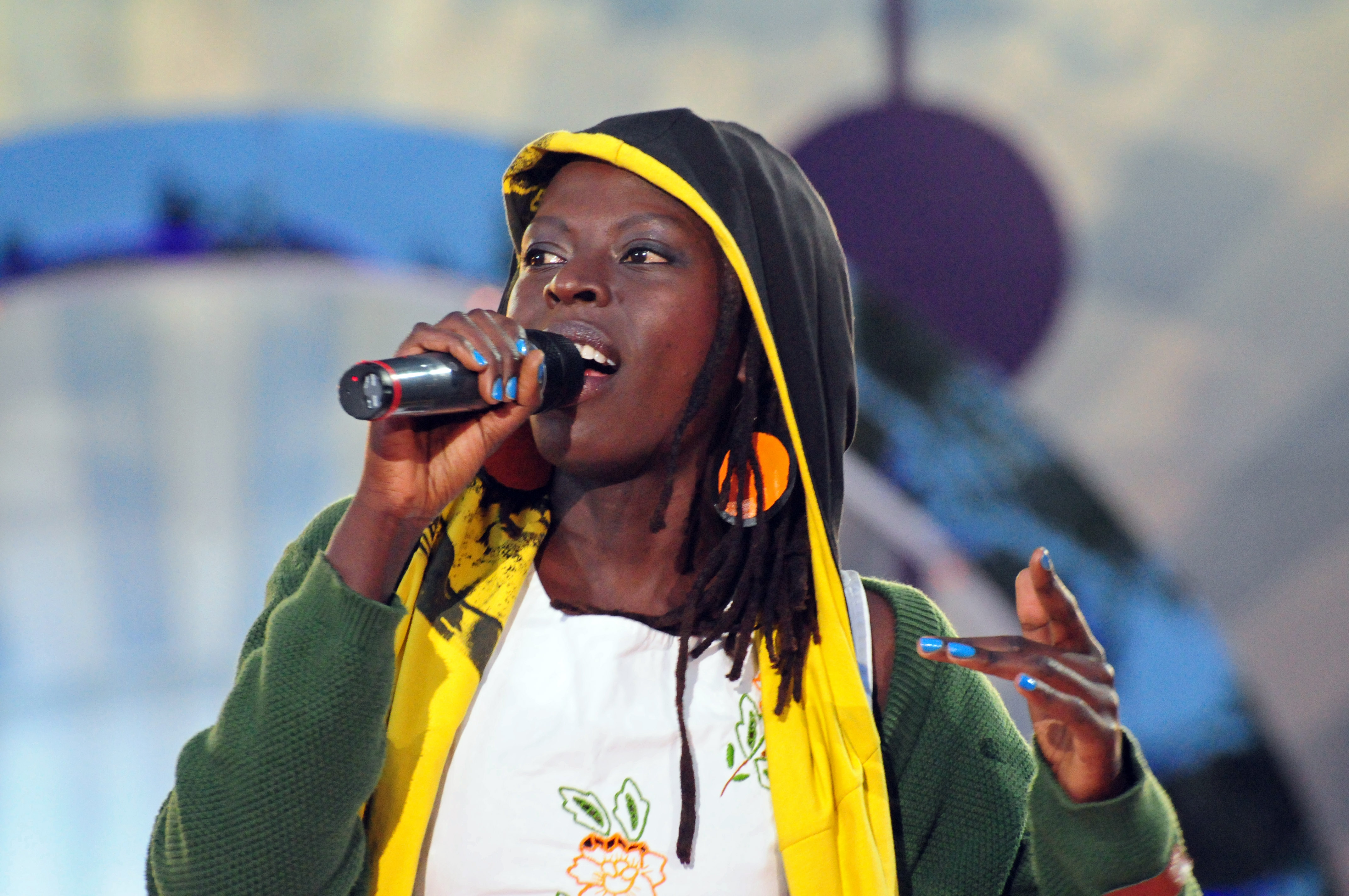
Jaqee (2009)

Jaqueline Nakiri Nalubale (* 1977 in Kampala), vor allem unter ihren Künstlernamen Jaqee bekannt, ist eine ugandisch-schwedische Sängerin. Als sie 13 Jahre alt war, floh ihre Familie mit ihr nach Schweden.
2005 veröffentlichte sie ihr Debüt-Album Blaqalixious, das hauptsächlich Soul- und R&B-Songs enthält. 2007 folgte Nouvelle d’ amour, das rockiger daher kam und den Weg zum nächsten Album A Letter to Billie mit Songs von Billie Holiday einläutete. Das stellte sie mit der Bohuslän Big Band auch international vor.
2017 veröffentlichte sie ihr aktuelles Album „Fly High“.
Der Produzent des deutschen Labels Rootdown Records, Teka, holte sie in das Projekt „Koalas Desperados“. Teka ist auch ihr Lebensgefährte und der Vater ihrer Kinder. 
Mit ihrer Familie lebt Jaqee in Berlin.

## Diskografie
- 2005 Blaqalixious
- 2007 A Letter to Billie (mit der Bohuslän Big Band)
- 2009 Kokoo Girl (teilweise auch unter dem Titel Land of the Free)
- 2013 Yes I Am
- 2017 Fly high